# Демський острів
Демський острів, Демека - острів, що був у правого берегу Дніпра між Старим Кодаком й Ямбургом. Зараз вкритий водами Дніпровського водосховища.
Рівноліжно до острова Яцева, тільки до правого берега Дніпра, стоїть острів Демека. Південніше Демеки за течією стоїть Піскуватий острів.  
Назва острову перероблялася у народній мові на Домайський, Доханський, Донський.  
Назва Демека, Демський виникла од власного імені Дем’ян, Демко, Демека. 
Цей острів добре був відомий запорізькому Кошеві, і про нього 1772 року 6 грудня от що писалось:
«Старокодацький житель Федор Шаповал нам (Кошеві) доніс, що нижче Старого Кодаку на Дніпрі єсть островець, зовущийся Демека.
В ньому мающеєся чорне (лісове) дерево і родюче (плодове) порублялось на дрова, так опустошаєтця сильно, що коли од того не предохранити, то во всеконечне испостушення прийдить может. 
І як супроти цього острова живе він, Шаповал, то йому «способно» глядіти цього острова, щоб мимо його відома ніхто не дерзав пустошити ріжного дерева, чорного і родючого, через те, що той острів йому, Шаповалу, даний надалі до нашого розгляду з тим, щоб на ньому ні він сам не рубав, ні другого кого пустошити яким ні єсть образом не попускав, щоб таким способом привести його до прежнього стану на загальну користь».